# Rally San Agustín de 1994
El Rally San Agustín de 1994, oficialmente 18.º Rally San Agustín, fue la decimoctava edición y la octava cita de la temporada 1994 del Campeonato de España de Rally. Se celebró del 23 al 24 de julio y contó con un itinerario de dieciséis tramos que sumaban un total de 162 km cronometrados.

## Clasificación final
| Pos. | Piloto                | Copiloto             | Automóvil                   | Tiempo  | Diferencia |
| ---- | --------------------- | -------------------- | --------------------------- | ------- | ---------- |
| 1.   | Oriol Gómez           | Marc Martí           | Renault Clio Williams       | 1:47:26 | 0.0        |
| 2.   | Luis Climent          | José Antonio Muñoz   | Opel Astra GSi 16V          | 1:47:53 | +27        |
| 3.   | Josep María Bardolet  | Álex Romaní          | Opel Astra GSi 16V          | 1:48:04 | +38        |
| 4.   | Daniel Alonso         | Salvador Belzunces   | Ford Escort RS Cosworth     | 1:51:01 | +3:35      |
| 5.   | Miguel Martínez-Conde | Felipe Alonso        | Renault Clio Williams       | 1:52:08 | +4:42      |
| 6.   | Jaime Azcona          | Julius Billmaier     | Peugeot 106 Rallye          | 1:53:00 | +5:34      |
| 7.   | David Guixeras        | Jordi Albadalejo     | Peugeot 106 Rallye          | 1:53:01 | +5:35      |
| 8.   | ?                     | ?                    |                             |         |            |
| 9.   | Antonio Garrido       | José Alfredo Álvarez | Ford Sierra RS Cosworth 4x4 | 1:54:42 | +7:16      |
| 10.  | Javier Azcona         | Juan Louro Ojea      | Renault Clio Williams       | 1:56:07 | +8:4       |